# Paralaea tasima
Paralaea tasima är en fjärilsart som beskrevs av Pieter Cramer 1779. Paralaea tasima ingår i släktet Paralaea och familjen mätare. Inga underarter finns listade i Catalogue of Life.

## Bildgalleri

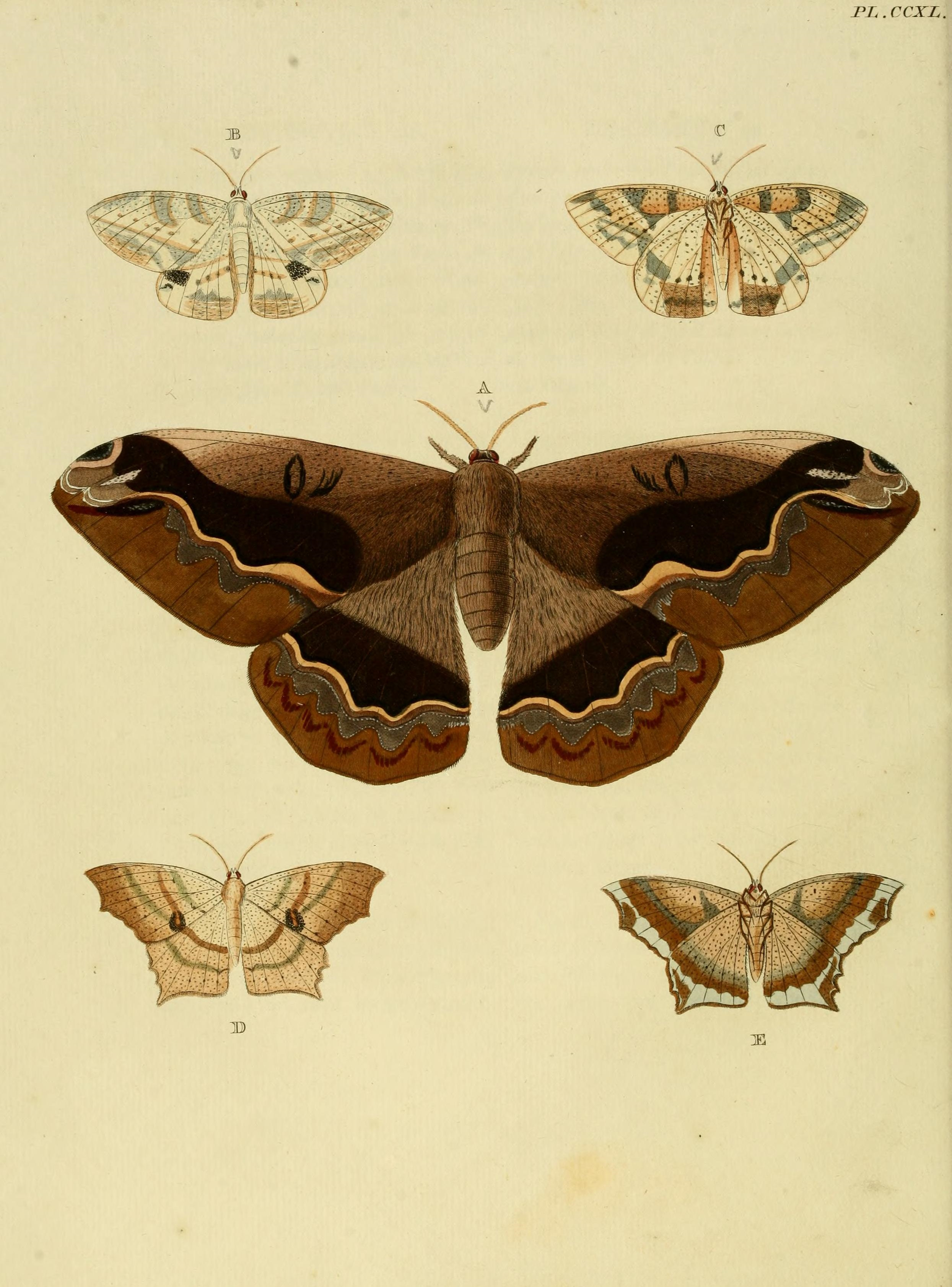